# Grote Beren
Grote Beren is de naam van een boekenserie die in navolging van de Zwarte Beertjes-reeks van 1960-1984 door A.W. Bruna Uitgevers in Utrecht werd uitgegeven. De serie bestaat uit literatuur (vaak geëngageerd, bijvoorbeeld de romans over racisme van Baldwin), biografieën van kunstenaars en boeken over politieke en andere actuele onderwerpen.

## Titels
1. Boris Pasternak = Dokter Zjivago 1960
2. André Schwarz-Bart = De laatste der rechtvaardigen 1960
3. William Faulkner = De rovers 1963
4. Katherine Anne Porter = Het narrenschip 1962
5. Ada van Gilse-Hooijer = Pijper contra Van Gilse 1963
6. James Baldwin = Verkondig het op de bergen 1964
7. James Baldwin =  Een ander land 1963
8. Hans Walter Bähr = Stemmen buiten de tijd 1964
9. Simon Vinkenoog = Karel Appel 1963
10. Sanche de Gramont =  De geheime oorlog 1964
11. James Baldwin = Een geboren Amerikaan 1964
12. Julian Gloag = Moeders huis 1964
13. Carl Weiss = Soekarno’s duizend eilanden 1964
14. Jean Renoir = Renoir, mijn vader 1964
15. William Faulkner = Onoverwinnelijk  1964
16. Laura Fermi = Mussolini 1965
17. James Baldwin, =  Blues voor de blanke man 1965
18. Norman Mailer = Witboek voor de president 1965
19. Jean Giono = De grote weg 1965
20. Jacques Delarue = Geschiedenis van de Gestapo 1965
21. Georges Simenon = Pedigree 1965
22. François Mauriac  = De Huichelaarster 1965
23. François Mauriac = De Gaulle  1965
24. George Paloczi-Horvath = Mao Tse-toeng  1966
25. James Baldwin = Giovanni's kamer  1965
26. William Faulkner, William = Het geraas en gebral 1965
27. Françoise Gilot = Leven met Picasso 1965
28. Norman Mailer =  Een Amerikaanse droom 1969
29. Hans Magnus Enzensberger = Misdaad en politiek  1966
30. Ingmar Bergman = Filmtrilogie 1966
31. Silvano Ceccherini = Het transport 1966
32. Lars Görling = 491 1967
33. Emmanuel Robles = De Vesuvius 1966
34. Vilgot Sjöman = L.136. Dagboek met Ingmar Bergman 1968
35. James Baldwin = Niemand kent mijn naam
36. Dylan Thomas = Avonturen aan den lijve/ Uitzicht op zee 1967
37. Wolfgang Hildesheimer = Tynset 1967
38. Mai Zetterling = Nachtspelen 1967
39. Jean-François Steiner = Treblinka 1967
40. Georges Michel = De schuchtere belevenissen van een glazenwasser 1967
41. J.D. Salinger = De kinderredder van New York 1967
42. Ladislav Mňačko = De smaak van de macht 1968
43. Michelangelo Antonioni = Drie films  1967
44. Don Carpenter = De harde regen 1968
45. Sean Hignett = Een schilderij voor aan de muur 1968
46. Susan Sontag = De weldoener 1968
47. James Baldwin = Een picknick om nooit te vergeten 1969
48. Hubert Gonnet = Het grote schandaal 1968
49. Carlene Polite = De flagellanten 1968
50. Roland Topor = Verhalen en tekeningen 1968
51. James Baldwin = Zeg mij hoe lang de trein al weg is 1969
52. Norman Mailer = Waarom zijn we in Vietnam? 1969
53. André Schwarz-Bart = Varkensvlees met groene banaan 1968
54. Vassilis Vassilikos = Z: De zaak Lambrakis 1968
55. Kurt Löb = De onbekende Jan Sluijters 1968
56. Eldridge Cleaver = Soul on Ice 1968
57. John A. Williams = Naar Jamestown en terug 1970
58. Jean Rhys = Goedemorgen, middernacht 1969
59. August Strindberg = Apologie van een gek 1970
60. Jan Cremer = Made in USA 1969
61. Frederic Forsyth = Het alternatief van de duivel 1979
62. Marvin H. Albert = Godin der duisternis 1980
63. Nancy Friday = Mannen en liefde 1981
64. Stephen Sheppard = De vierhonderd 1981
65. Leslie Charteris = De Saint omnibus 1984
66. Jan Harren & Marien van den Bos = De RSV show, de onthullingen van dag tot dag 1984
67. Johannes Mario Simmel = Hoera, we leven nog 1984
68. Ian Fleming = James Bond omnibus 1984
69. Georges Simenon = Maigret omnibus 1984
70. Thomas Thompson = Geld en geweld 1984